# Club de Futbol Balaguer
El Club de Futbol Balaguer és el club de futbol més destacat de la comarca de la Noguera. Juga al Camp Municipal d'Esports de Balaguer. milita en la Primera Catalana de futbol.

## Història

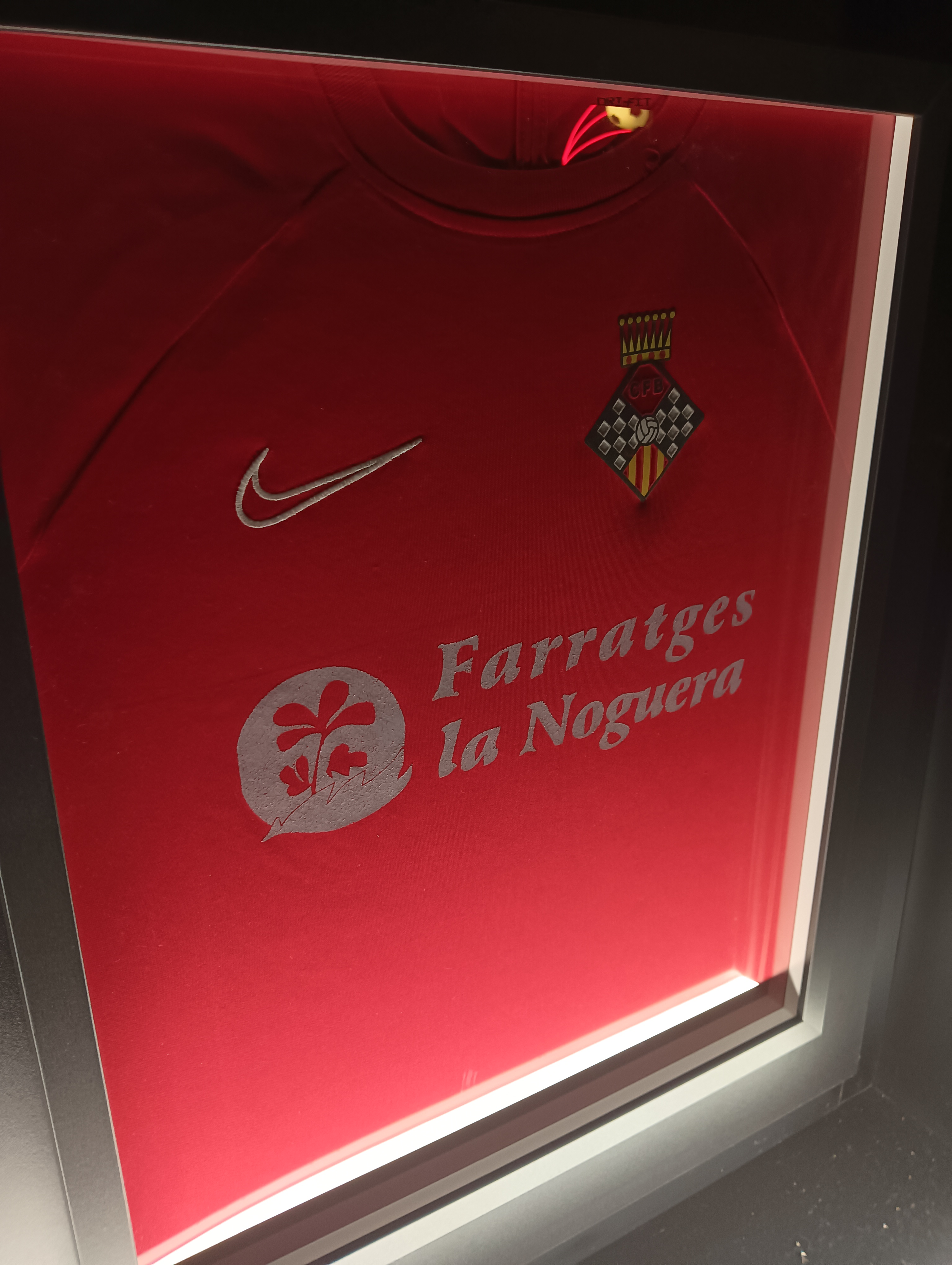
Samareta CF Balaguer.

El futbol entra al Balaguer la temporada 1916-1917, i es. practicava en molts dels col·legis Escolapis de la capital catalana. Els partits es disputaven cada dijous a la tarda, a un camp ubicat al darrere del convent de Sant Francesc (a la vora de l'actual Teatre Municipal). Els joves balaguerins havien format un grup cultural-esportiu anomenat «la colla de la Ronya» que ben aviat va instaurar una secció dedicada al futbol. El 1918 neix el CF Bargussió, primer club destacat de la ciutat. En aquells anys el terreny de joc era el camp de l'Escrivà.
Als anys 40 l'Acció Catòlica de Balaguer va crear un equip de futbol anomenat C.A.R. El CAR va adquirir uns terrenys on la Companyia del Ferrocarril de Mollerussa havia desmuntat la línia existent, eliminant el camp de l'Escrivà, on va s'hi va construir la parròquia de Balaguer. El 1945 neix l'AD Balaguer, que el 1960 es reanomenà com a Club de Futbol Balaguer. L'any 1953 inaugurà el seu nou camp municipal. Durant les dècades dels 40 i 50 l'equip jugava a Primera Territorial.
El 1957 puja per primer cop a Tercera Divisió, on fins a l'any 1967 hi jugà set temporades. No va ser fins a la temporada 1984-85 que el primer equip del C.F. Balaguer tornava a quedar campió de la Primera Territorial, i aconseguia l'ascens a la nova categoria de Territorial Preferent. L'equip retornà a Tercera Divisió l'any 1987.
La temporada 1990-91, amb Josep Maria Gonzalvo a la banqueta aconseguí el campionat de Tercera Divisió, guanyant-se el dret a disputar el play-off d'ascens a Segona Divisió B. La temporada 2000-01 fou una de les més destacades de la història del club, ja que acabà segon a Tercera Divisió i va guanyar la Copa Catalunya, davant el F.C. Barcelona, al Camp d'Esports de Lleida.

## Palmarès
- 1 Copa Catalunya (2000-01)
- 2 Lligues de Tercera Divisió (1990-91, 1999-2000)
- 1 Lliga de Primera Catalana (1997-98)
- 3 Lligues de Primera Territorial (1956-57, 1963-64, 1984-85)
- 1 Copa Lleida (2015-2016)

## Jugadors destacats
- Robert Martínez (1993-1995)
- Juan José Tenorio González (1987-1992 i 1997-2011)
- Koldo
- Nuno Carvalho
- Chad Bond
- Adrián Fernández Felís (2003-2006 i 2012-2018)
- Genís Soldevila (2004-2007 i 2014-2018)
- Mikel Del Águila (2013-...)

## Temporades[5]
Fins a l'any 2018-2019 el club ha militat 30 temporades a Tercera Divisió, 8 a Primera Catalana i 2 a Regional Preferent, amb les següents classificacions:
| - 1956-57 Primera Regional, grup 2: 1r - 1957-58 Tercera Divisió, grup 7: 14è - 1958-59 - 1959-60 - 1960-61 Tercera Divisió, grup 7: 11è - 1961-62 Tercera Divisió, grup 7: 12è - 1962-63 Tercera Divisió, grup 7: 16è - 1963-64 Primera Regional, grup 2: 1r - 1964-65 Tercera Divisió, grup 6-7: 5è - 1965-66 Tercera Divisió, grup 6-7: 6è - 1966-67 Tercera Divisió, grup 6-7: 15è - 1967-68 Primera Regional, grup 2: 12è - 1968-69 Primera Regional, grup 3: 6è - 1969-70 Primera Regional, grup 3: 13è - 1970-71 Primera Regional, grup 3: 18è - 1971-72 - 1972-73 - 1973-74 - 1974-75 Primera Regional, grup 3: 18è - 1975-76 - 1976-77 - 1977-78 - 1978-79 | - 1979-80 - 1980-81 - 1981-82 - 1982-83 - 1983-84 - 1984-85 Primera Regional, grup 5: 1r - 1985-86 Regional Preferent, grup 2: 4t - 1986-87 Regional Preferent, grup 2: 4t - 1987-88 Tercera Divisió, grup 5: 11è - 1988-89 Tercera Divisió, grup 5: 15è - 1989-90 Tercera Divisió, grup 5: 12è - 1990-91 Tercera Divisió, grup 5: 1r - 1991-92 Tercera Divisió, grup 5: 2n - 1992-93 Tercera Divisió, grup 5: 8è - 1993-94 Tercera Divisió, grup 5: 5è - 1994-95 Tercera Divisió, grup 5: 7è - 1995-96 Tercera Divisió, grup 5: 7è - 1996-97 Tercera Divisió, grup 5: 18è - 1997-98 Primera Catalana: 1r - 1998-99 Tercera Divisió, grup 5: 5è - 1999-00 Tercera Divisió, grup 5: 1r - 2000-01 Tercera Divisió, grup 5: 2n - 2001-02 Tercera Divisió, grup 5: 13è | - 2002-03 Tercera Divisió, grup 5: 20è - 2003-04 Primera Catalana: 3r - 2004-05 Tercera Divisió, grup 5: 7è - 2005-06 Tercera Divisió, grup 5: 9è - 2006-07 Tercera Divisió, grup 5: 8è - 2007-08 Tercera Divisió, grup 5: 10è - 2008-09 Tercera Divisió, grup 5: 16è - 2009-10 Tercera Divisió, grup 5: 9è - 2010-11 Tercera Divisió, grup 5: 15è - 2011-12 Tercera Divisió, grup 5: 12è - 2012-2013 Tercera Divisió, grup 5: "19è" - 2013-2014 Primera Catalana, grup 2: "13è" - 2014-2015 Primera Catalana, grup 2: "9è" - 2015-2016 Primera Catalana, grup 2: "3r" - 2016-2017 Primera Catalana, grup 2: "3r" - 2017-2018 Primera Catalana, grup 2: "10è" - 2018-2019 Primera Catalana, grup 2: "20è" - 2019-2020 Segona Catalana, grup 5 - 2020-2021 Segona Catalana, grup 5 - 2021-2022 Segona Catalana, grup 7 - 2022-2023 Primera Catalana, grup 2 - 2023-2024 Segona Catalana, grup 5 |

 Copa Catalunya